# Uberto Gambara
Uberto Gambara (Brescia, 1489 - Roma, 14 de febrero de 1549) fue un militar, eclesiástico y diplomático italiano, nuncio en Italia, Francia, Inglaterra y el Imperio, gobernador de Bolonia, obispo de Tortona y cardenal. 

## Biografía

### Familia y primeros años
Uberto nació en el seno de una familia noble de tendencia gibelina de Lombardía, en la Terraferma veneciana, que a lo largo de los años había ido incrementando su fortuna e influencia, dejando en la historia de Brescia nombres relevantes en la política y en la iglesia. 
Fue hijo de Gianfrancesco Gambara, condottiero al servicio de la República de Venecia y de Francia, y de Alda di Marco Pio di Carpi; tuvo seis hermanos: Ippolito, Brunoro, Isotta, Camillo, Violante y Veronica.
Su vida entera transcurrió en tiempos turbulentos: en 1494 el rey Carlos VIII de Francia comenzó su expansión por el norte de Italia, que prosiguió su primo y sucesor Luis XII, dando comienzo a las guerras italianas que mantendrían la península en conflicto durante toda la primera mitad del siglo XVI. 
En el contexto de la Guerra de la Liga de Cambrai (1508-16), Brescia fue sucesivamente conquistada por los franceses, reconquistada por los venecianos, saqueada por los franceses de Gastón de Foix, rendida a los españoles del virrey Ramón de Cardona y tomada nuevamente por los franceses del vizconde de Lautrec, aliado esta vez con los venecianos.
En medio de este caos, ocurrida la muerte de su padre en 1511, Uberto y su hermano Brunoro habían participado activamente en la defensa de la ciudad en favor del bando francés, y como miembros del consejo municipal habían maniobrado para encaminar la actitud de éste hacia una política filoimperial. Malquistados con los venecianos, que ahora gobernaban Brescia, en 1516 abandonaron la ciudad para establecerse en Roma.

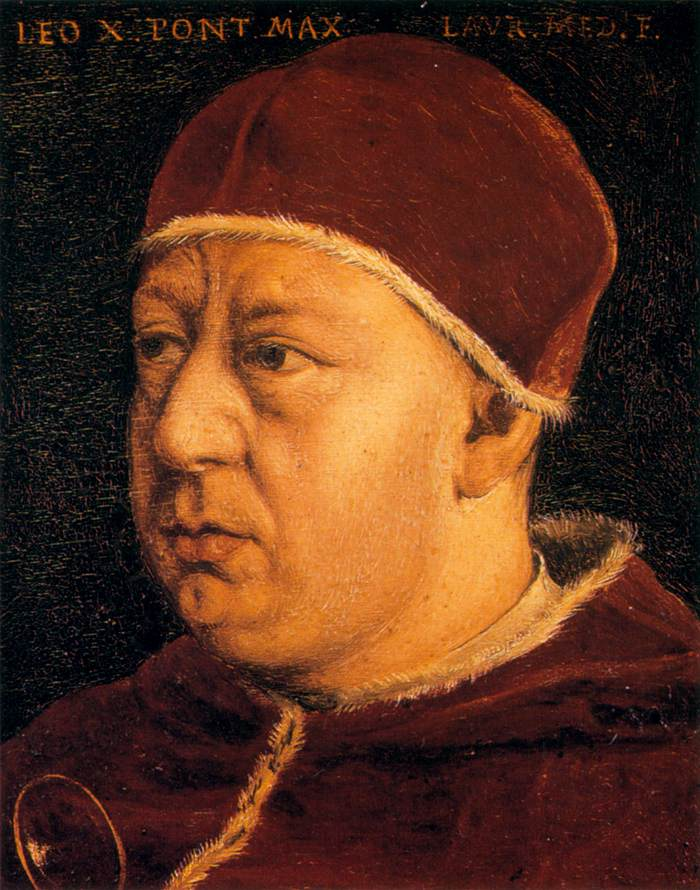
León X.

### Carrera eclesiástica
En Roma Uberto fue nombrado protonotario apostólico de León X, que interesado en la conquista del Ducado de Este para los Estados Pontificios, en 1520 le encargó la misión de recuperarlo, franqueando el paso a las tropas de Guido Rangoni y Francesco Guicciardini; la operación resultó un fracaso. 
Durante el breve pontificado de Adriano VI no parece haber desempeñado puestos de relevancia; algunos autores mencionan que actuó como nuncio en Portugal, aunque este punto no está documentado.

### Pontificado de Clemente VII

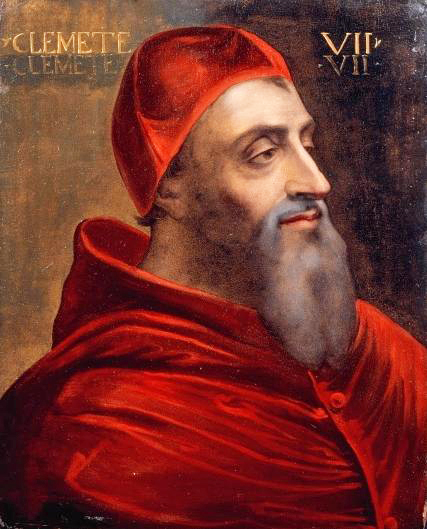
Clemente VII.

Gambara relanzó su carrera eclesiástica con el ascenso al trono de San Pedro de Clemente VII. Entre 1523-25 viajó a Milán para reclamar ante el duque Francesco Sforza la salvaguarda de las rentas eclesiásticas, y a la corte francesa de Francisco I con el mismo objetivo.  
En 1526 fue enviado a Inglaterra con la misión de conseguir el apoyo a la causa de la Santa Sede por parte del rey Enrique VIII y del canciller Thomas Wolsey.  Se encontraba en Londres cuando las tropas del condestable de Borbón saquearon Roma en mayo de 1527; en agosto viajó junto con Wolsey a Amiens para su encuentro con Francisco I en el que se oficializó la alianza anglofrancesa en ayuda del papa, y en noviembre entraba nuevamente en Italia, uniéndose al séquito papal en Orvieto. 
Fue enviado de vuelta a Francia e Inglaterra con el encargo de favorecer la alianza entre ambos países, algunas propuestas relativas a la posibilidad de divorcio del rey inglés con Catalina de Aragón, y sondear la posibilidad de su ayuda para la recuperación de Cervia, Ravena, Módena y Reggio para el papado, que no llegó a materializarse. 

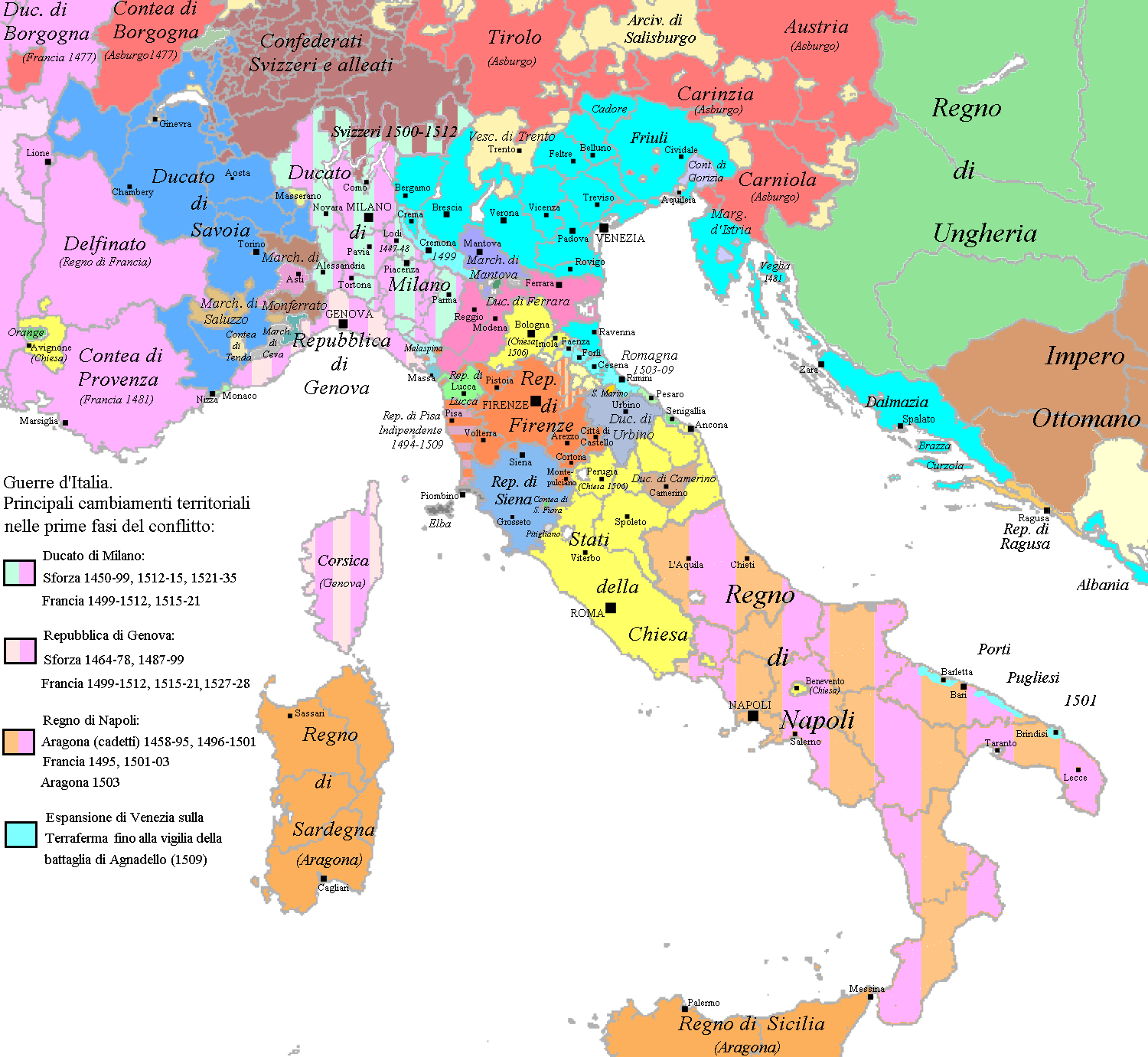
Italia, 1495-1535.

A su regreso, en 1528 fue nombrado gobernador y vicelegado de Bolonia y obispo de Tortona.  Su actividad episcopal fue prácticamente nula: recibió la consagración cinco años después de su nombramiento de manos del obispo de Verona Gian Matteo Giberti, y estuvo permanentemente ausente de su diócesis, Más activo se mostró en el gobierno boloñés: se halló presente en el encuentro mantenido en la ciudad entre el emperador Carlos V y el papa Clemente VII y en la coronación del emperador, y se destacó maniobrando en el acoso al ducado de Ferrara y en la caída de la república de Florencia,
La Reforma protestante se extendía peligrosamente por el Sacro Imperio Romano Germánico: en 1530 se intentaba una conciliación entre católicos y luteranos mediante la infructuosa Dieta de Augusta; el emperador planeaba la celebración de un concilio que permitiera avenir a ambas partes, pero el papa se negaba a ello, y en 1531 Gambara viajó a la corte imperial en Lieja para presentar las objeciones teológicas a dicho concilio, redactadas por Tommaso De Vio, y consiguió que Carlos V aceptase demorar la celebración por dos años. 
El año siguiente viajó en compañía de Ippolito de' Medici a la corte del archiduque Fernando de Habsburgo para conseguir apoyos económicos para la guerra contra los turcos, y al otro, a Venecia para solventar algunas diferencias sobre su disfrute de unas rentas eclesiásticas en esa república. 
En 1533 se encontraba en Perugia en una nueva misión para reducir a la obediencia a los Baglioni, que llamaban al desorden en la ciudad intentando hacerse con el gobierno, y en 1534, nombrado ya clérigo de la Cámara Apostólica, fue encargado de mantener el orden en Roma, junto al gobernador Bernardino Della Barba, durante el cónclave que siguió a la muerte del papa. 

### Pontificado de Paulo III

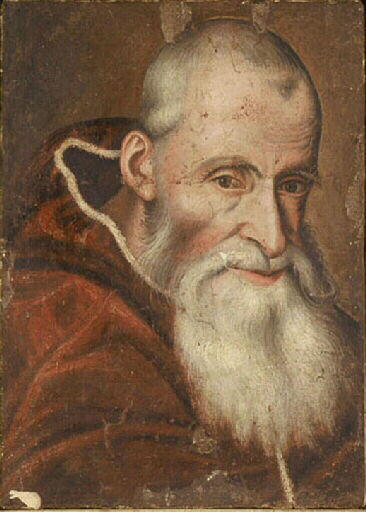
Paulo III.

El ascenso al papado de Paulo III dio un nuevo impulso a su carrera eclesiástica: su hermano Brunoro había casado con Virginia Pallavicini, viuda de Ranuccio Farnese (hijo del papa), y Uberto se convirtió en uno de los hombres de confianza del pontífice. Tras un nuevo viaje a Perugia, donde los Baglioni persistían en sus intenciones, en 1537 el papa le encargó dirimir una cuestión de límites en Montalto, feudo de su otro hijo Pier Luigi, y en la primavera del año siguiente quedó como gobernador de Roma durante el viaje que Paulo III hizo a Francia para la firma de la Tregua de Niza. 
Su afinidad con el emperador Carlos V le valió la elevación al cardenalato: fue creado cardenal en el consistorio de diciembre de 1539; en enero de 1540 recibió el capelo y el título de S. Silvestro in Capite, que en marzo cambió por el de S. Martino ai Monti, en 1542 por el de San Apolinario y en 1544 por el de San Crisógono.
Formaba parte del séquito que acompañó al papa a Lucca en 1541 para entrevistarse con el emperador y tratar, una vez más, de la celebración del concilio y de las tensas relaciones entre el Imperio y Francia. Se avecinaba una nueva guerra entre ambos, y Gambara fue nombrado gobernador de Parma y Piacenza y legado en Lombardía; en tal condición, tuvo un papel destacado en aquietar a la nobleza italiana que amenazaban con pasarse del bando francés, y en la institución del ducado de Parma y Piacenza que el papa había proyectado para su hijo Pier Luigi; este último punto generó cierto malestar en la corte imperial, pues Carlos V había pensado ofrecerlo a Ottavio Farnese y no aprobó su creación. 
Entretanto, había comenzado el Concilio de Trento, y otro de los puntos de fricción entre Gambara y el emperador fue la propuesta por parte del primero de la suspensión del concilio, que le fue negada. 
Pier Luigi era asesinado dos años después, en una conjura dirigida por el gobernador de Milán Ferrante Gonzaga a la que no era ajeno el emperador; la encendida defensa que de éste hizo Gambara ante la Santa Sede motivó las sospechas del papa. 
Con sesenta años de edad y ya enfermo, había cedido la diócesis de Tortona a su sobrino Cesare y la abadía de San Lorenzo en Cremona a su otro sobrino Gianfrancesco, y se ocupaba en la distribución de los beneficios eclesiásticos del difunto cardenal Gregorio Cortese cuando falleció. 
Sus restos fueron trasladados a Brescia y sepultados en la iglesia de Santa Maria delle Grazie; su sepulcro desapareció durante las reformas habidas posteriormente en el templo; el mausoleo que todavía se conserva fue colocado en 1624 por encargo de un descendiente.